# 湯本貴大
湯本 貴大（ゆもと たかひろ、1990年11月30日 - ）は、日本の俳優、声優である。群馬県出身。

## 出演

### テレビドラマ
- ブレイブフォース（千葉テレビ、2018年）主演・リョウ 役
- チート〜詐欺師の皆さん、ご注意ください〜（日本テレビ、2019年）第5話

### 映画
- 嘘告 （2016年、監督：帆足拓馬） - 翼 役
- under control （2016年、監督：小嶋礼聖） - 天野郁也 役
- 血の池でまた会いましょう （2016年、監督：長嶺将希） - 主演・里中利央 役
- 窓際から、一歩 （2016年、監督：安養寺紗季） - 主演・麻生優一 役
- ピーチガール （2017年、監督：神徳幸治）
- マスタード・チョコレート （2017年、監督：笹木彰人）
- Present （2017年、監督：安養寺紗季） - 主演・城本雄 役
- 宝池に寄り道を （2017年、監督：井上博貴） - 狭山 役
- 時おり吹く風のように （2017年、監督：岡本直樹）
- あまのがわ （2018年、監督：古新舜）
- 初恋スケッチ 〜まいっちんぐマチコ先生〜 （2018年、監督：神村友征）
- 40万分の1 （2019年、監督：井上博貴） - 就活生 役
- 超・少年探偵団NEO -Beginning- （2019年、監督：芦塚慎太郎） - 中沢 役
- LOVE STAGE!! （2020年、監督：井上博貴） - 黒井高広 役[3]

### ミュージック・ビデオ
- sphere 「一分一秒君と僕の」（2016年）
- Shiggy Jr. 「Beautiful Life」（2016年）
- WOMCADOLE 「僕等の行方」（2016年）主演
- DADARAY 「美しい仕打ち」（2017年）
- 小田和奏 「ターミナル」（2017年）
- MERRY 「エムオロギー」（2017年）
- ザアザア 「マザレナイ」（2018年）
- DIMLIM 「愛憎につき…」（2018年）
- BugLug 「Wally?」（2018年）
- 04 Limited Sazabys「夕凪」（2018年）

### 舞台
- VOATアクターズ公演 「大きな木の下で」 （2014年、恵比寿・エコー劇場）
- D3Publisher旗揚げ公演 「Anchor-大きな木の下で-」 （2015年、CBGKシブゲキ!!）
- 即興演劇「PECORELLA ROSSO」 （2015年、深川江戸資料館レクホール）
- TEAM-ODAC 再演企画公演「DARMA」 （2015年、紀伊國屋ホール）
- 朗読劇「新撰組恋歌 囚われた隊士」 （2015年、絵空箱）
- VOATアクターズ公演「大きな虹のあとで」 （2015年、恵比寿・エコー劇場）
- SECOND・N・PRODUCE「DOWNTOWN-HOTEL」 （2019年、高田馬場ラビネスト）[4]
- ぱすてるからっと×空感演人コラボ公演「十二人の怒れる人々」主演 （2019年、A-Garage）[5]
- ぱすてるからっと「夢追い少女は凍らない」 （2019年、シアターグリーン・BOX in BOX THEATER）[6]
- ぱすてるからっと「その錆びた冷たい鉄」 （2020年、シアターグリーン・BIG TREE THEATER）[7]
- ぱすてるからっと「コネクト・ライフ」(2020年、新宿村LIVE)[8]
- 劇団ピエロ「儚くもヒトの想い」主演(2020年、千本桜ホール)
- ぱすてるからっと「西園寺家の繁用」(2021年、シアターグリーン・BOX in BOX THEATER)[9]
- ミュージカル『ジョンマイラブ-ジョン万次郎と鉄の7年-』-(坊っちゃん劇場第16弾作品 2021年9月2日 -)[10]
- ACTORS×BATTLE II（2024年、シアターグリーン・BASE THEATER）[11]
- プロジェクトリコロ 第8回公演『SUMU』（2025年2月12日-16日　萬劇場）- 斉藤健太 役[12]
- &4『おとぎの法廷』（2025年3月26日-30日　テアトルBONBON）- 王子役[13]

### オーディオブック
- 恋愛寫眞 もうひとつの物語（2017年、瀬川誠人[14]）